# Dacampiaceae
Dacampiaceae is een familie van de  Ascomyceten. Het typegeslacht is Dacampia.

## Geslachten
Volgens Index Fungorum bestaat de familie uit de volgende geslachten:
- Cocciscia
- Dacampia
- Dacampiosphaeria
- Immotthia
- Leptocucurthis
- Lophothelium
- Pyrenidiomyces
- Pyrenidium
- Weddellomyces
- Xenosphaeria